# Simon Church
Simon Richard Church (Amersham, 1988. december 10. –) angol születésű walesi válogatott labdarúgó, aki a Milton Keynes Dons játékosa.

## Sikerei, díjai
- Reading
  - Angol másodosztály: 2011–12